# The Best New Horror: Volume 7
The Best New Horror: Volume 7 är den sjunde volymen i antologiserien med samma namn. Den publicerades 1996 på det brittiska bokförlaget Robinson och i USA på Carroll & Graf.
Vissa av novellerna har prisbelönats; se nedan.

## Innehåll
- "Introduction: Horror in 1995" av Stephen Jones
- "Tirkiluk" av Ian R. MacLeod
- "The Most Boring Woman in the World" av Christopher Fowler
- "Extinctions in Paradise" av Brian Hodge
- "Food Man" av Lisa Tuttle
- "More Tomorrow" av Michael Marshall Smith (British Fantasy Award 1996)[1]
- "Going Under" av Ramsey Campbell
- "Survivor" av Dave Smeds
- "The Stones" av Patrick Thompson
- "Back of Beyond" av Cherry Wilder
- "A Hundred Wicked Little Witches" av Steve Rasnic Tem
- "The Finger of Halugra" av Manly Wade Wellman
- "The Toddler" av Terry Lamsley
- "Not Here, Not Now" av Stephen Gallagher
- "The Bungalow House" av Thomas Ligotti
- "Cradle" av Alan Brennert
- "The Sixth Dog" av Jane Rice
- "Scaring the Train" av Terry Dowling
- "La Serenissima" av David Sutton
- "The Bars on Satan's Jailhouse" av Norman Partridge (International Horror Guild Award 1995)[2]
- "The Bone-Carver's Tale" av Jeff VanderMeer
- "Queen of Knives" av Neil Gaiman
- "The True History of Doctor Pretorius" av Paul J. McAuley
- "The Grey Madonna" av Graham Masterton
- "Loop" av Douglas E. Winter (International Horror Guild Award 1995)[3]
- "The Hunger and Ecstasy of Vampires" av Brian Stableford (British SF Association Award 1996)[4]
- "Lacuna" av Nicholas Royle
- "Necrology: 1995" av Stephen Jones och Kim Newman